# فوركان سويالب
فوركان سويالب (بالتركية: Furkan Soyalp)‏ (12 يونيو 1995 في تركيا - ) هو لاعب كرة قدم تركي في مركز الهجوم. شارك مع منتخب تركيا تحت 16 سنة لكرة القدم ومنتخب تركيا تحت 17 سنة لكرة القدم ومنتخب تركيا تحت 18 سنة لكرة القدم. أما مع النوادي، فقد لعب مع بورصا سبور وباندرمة سبور.

## وصلات خارجية
- فوركان سويالب على موقع الاتحاد الأوربي (الإنجليزية)
- فوركان سويالب على موقع اتحاد تركيا (لاعب) (الإنجليزية)
- فوركان سويالب على موقع قاعدة بيانات كرة القدم.إي يو (الإنجليزية)
- فوركان سويالب على موقع Soccerbase.com (لاعب) (الإنجليزية)
- فوركان سويالب على موقع Soccerway.com (الإنجليزية)
- فوركان سويالب على موقع عالم كرة القدم.نت (الإنجليزية)